# Alekszej Vlagyimirovics Vorobjov
Alekszej Vlagyimirovics Vorobjov (művésznevén gyakran Alex Sparrow, illetve angolos átírásban Alexey Vorobyov) (Tula, 1988. január 19. –) orosz énekes, dalszövegíró, színész.

## Élete és pályafutása
Alekszej tehetségét már nagyon fiatalon felfedezték. Szegény családban nőtt fel, szülei mindent megtettek azért, hogy zenei tanulmányokat végezhessen. Művészeti középiskolát végzett harmonikára szakosodva, majd a Gnesins Jazz Főiskolát, és a híres Moszkvai Művész Színház stúdió-iskolájában is tanult.
17 évesen megnyerte az X-Faktor orosz verzióját, majd 2007-ben megkapta az orosz MTV „Év felfedezettje” díját. Alekszej az énekés mellett színészkedett is, de tánctehetségét is többször bizonyította. Filmjeiben nem használt dublőrt, ő maga szerepelt a legveszélyesebb jelenetekben is. 2010-es albumán RedOne-nal dolgozott, a nemzetközi zenei életben nevét angolra fordítva, Alex Sparrow-ként akart ismertséget szerezni.
2011. március 4-én bejelentette a Pervij Kanal, hogy ő fogja képviselni Oroszországot a 2011-es Eurovíziós Dalfesztiválon, a németországi Düsseldorfban. A versenyen az angol nyelvű Get You című, RedOne által szerzett dalt adta elő. A műsor döntőjében a tizenhatodik helyet szerezte meg, 77 pontot összegyűjtve.

### Autóbalesete
2013 januárjában súlyos, életveszélyes autóbalesetet szenvedett, aminek következtében arcának egy része teljesen összeroncsolódott. 2013. január 24-én visszanyerte emlékezetét, de teste részlegesen lebénult, arca eltorzult, műtétek sora várt rá. A sajtóban ugyan halálhírét keltették, de az erről szóló hírek nem voltak igazak. Mivel sérülései súlyosak, az elvégzendő műtétek pedig kockázatosak voltak, az orvosai nem zárták ki az elhalálozás lehetőségét. A balesetből való lassú felépülését követően visszatért az énekesi, színészi pályára.

## Fordítás
- Ez a szócikk részben vagy egészben  az   Alexey Vorobyov című angol Wikipédia-szócikk fordításán alapul.  Az eredeti cikk szerkesztőit annak laptörténete sorolja fel. Ez a jelzés csupán a megfogalmazás eredetét és a szerzői jogokat jelzi, nem szolgál a cikkben szereplő információk forrásmegjelöléseként.